# Frying Pan

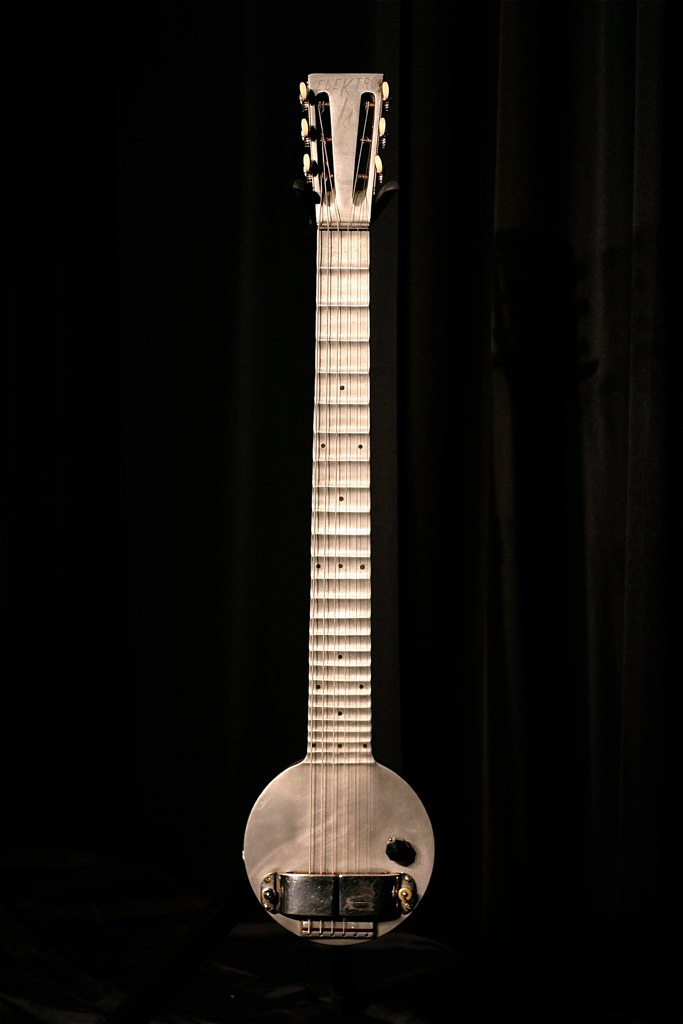
Chitarra hawaiana "Frying Pan"

La Rickenbacker Electro A-22, soprannominata "Frying Pan", è stata la prima chitarra elettrica lap steel. Sviluppata nel 1931-1932, ha ricevuto il brevetto nell’Agosto 1937. Un primo prototipo, la transducer "Stromberg Electro" della Stromberg company’s, fu introdotta nel 1928. Lo strumento utilizzava un trasduttore collegato alla cassa di risonanza e a un magnete posto all’interno della chitarra, ma il tentativo fu un insuccesso. George Beauchamp creò la "Fry Pan" nel 1931, prodotta successivamente dalla Rickenbacker. Lo strumento prese il soprannome dalla forma circolare della cassa e dal manico molto lungo che la faceva assomigliare a una padella. 
La Frying Pan nacque principalmente per trarre profitto dalla musica hawaiiana, all'epoca molto popolare negli Stati Uniti. Realizzata in alluminio fuso, presentava un pickup con magneti dalla forma di ferro di cavallo sovrastanti le corde. Beauchamp e il liutaio Adolph Rickenbacker iniziarono a vendere lo strumento nel 1932 ma per ottenerne il brevetto Beauchamp dovette attendere sino al 1937.     

## Sviluppo
Negli anni '30, la musica hawaiana godette di un'ampia popolarità negli Stati Uniti. Tuttavia, essa prevedeva la chitarra come il principale strumento melodico e il volume delle chitarre acustiche dell'epoca era insufficiente per essere udito da un vasto pubblico. Beauchamp, musicista e appassionato di musica hawaiiana, ebbe l'idea di montare un pickup magnetico sulla sua chitarra acustica in acciaio in modo tale da produrre un segnale elettrico che potesse essere amplificato attraverso un altoparlante, così da generare un suono molto più forte e udibile. 
Beauchamp contribuì a sviluppare la chitarra con risonatore Dobro e co-fondò la National String Instrument Corporation. Fu attraverso queste attività che conobbe Rickenbacker, liutaio e inventore a capo dell'azienda Electro String Instrument Corporation, produttrice dei primi pickup e dei corpi in metallo per gli strumenti. I due, nel 1932, produssero la prima versione in alluminio della lap steel guitar. Rickenbacker ha prodotto gli strumenti dal 1932 al 1939.